# ناصر رحیمی‌پناه
ناصر رحیمی‌پناه بازیکن والیبال اهل ایران و باریج اسانس است. خولیو ولاسکو وی را در سال ۱۳۹۲ به عنوان لیبرو به تیم ملی والیبال مردان ایران به جایگزینی فرهاد ظریف دعوت کرد.